# Таинственное происшествие в Стайлзе (фильм)
«Таинственное происшествие в Стайлзе» (англ. The Mysterious Affair at Styles) — британский полнометражный телефильм, являющийся спецвыпуском сериала «Пуаро Агаты Кристи», приуроченным к столетию со дня рождения Агаты Кристи, экранизация её дебютного одноимённого детективного романа. Премьера состоялась 16 сентября 1990 года.

## Сюжет
История из прошлого Пуаро и Гастингса. В Европе бушует Первая мировая война. Выйдя из госпиталя после серьёзного ранения, капитан Гастингс по приглашению друзей принимает решение отдохнуть в имении Стайлз, в котором он много раз бывал в детстве. Семейство Кавендишей, владеющих Стайлзом, возмущено новым замужеством матери, так как теперь детям не приходится даже мечтать о наследстве. Однако события принимают неожиданный оборот — убивают хозяйку поместья. Об этом узнаёт Эркюль Пуаро, который вместе с другими беженцами из Бельгии обосновался в этих же местах и находился в соседнем имении. Он решает расследовать это убийство. Так началось многолетнее сотрудничество капитана Артура Гастингса и детектива Эркюля Пуаро.

## В ролях
- Дэвид Суше — Эркюль Пуаро, бельгийский детектив
- Хью Фрейзер — капитан Артур Гастингс, друг Пуаро
- Филип Джексон — старший инспектор Джепп, официально ведет дело об убийстве
- Бети Эдни — Мэри Кавендиш
- Дэвид Ринтол — Джон Кавендиш
- Джиллиан Бардж — Эмили Инглторп
- Майкл Кронин — Альфред Инглторп
- Энтони Калф — Лоренс Кавендиш
- Джоанна МакКаллум — Эвелин Ховард
- Элли Бирн — Синтия Мёрдок
- Лайла Ллойд — Доркас
- Майкл Годлли — доктор Уилкинс
- Пенелопа Бомонт — миссис Райкс
- Моррис Перри — мистер Уэллс, коронер